# Droga wojewódzka nr 182

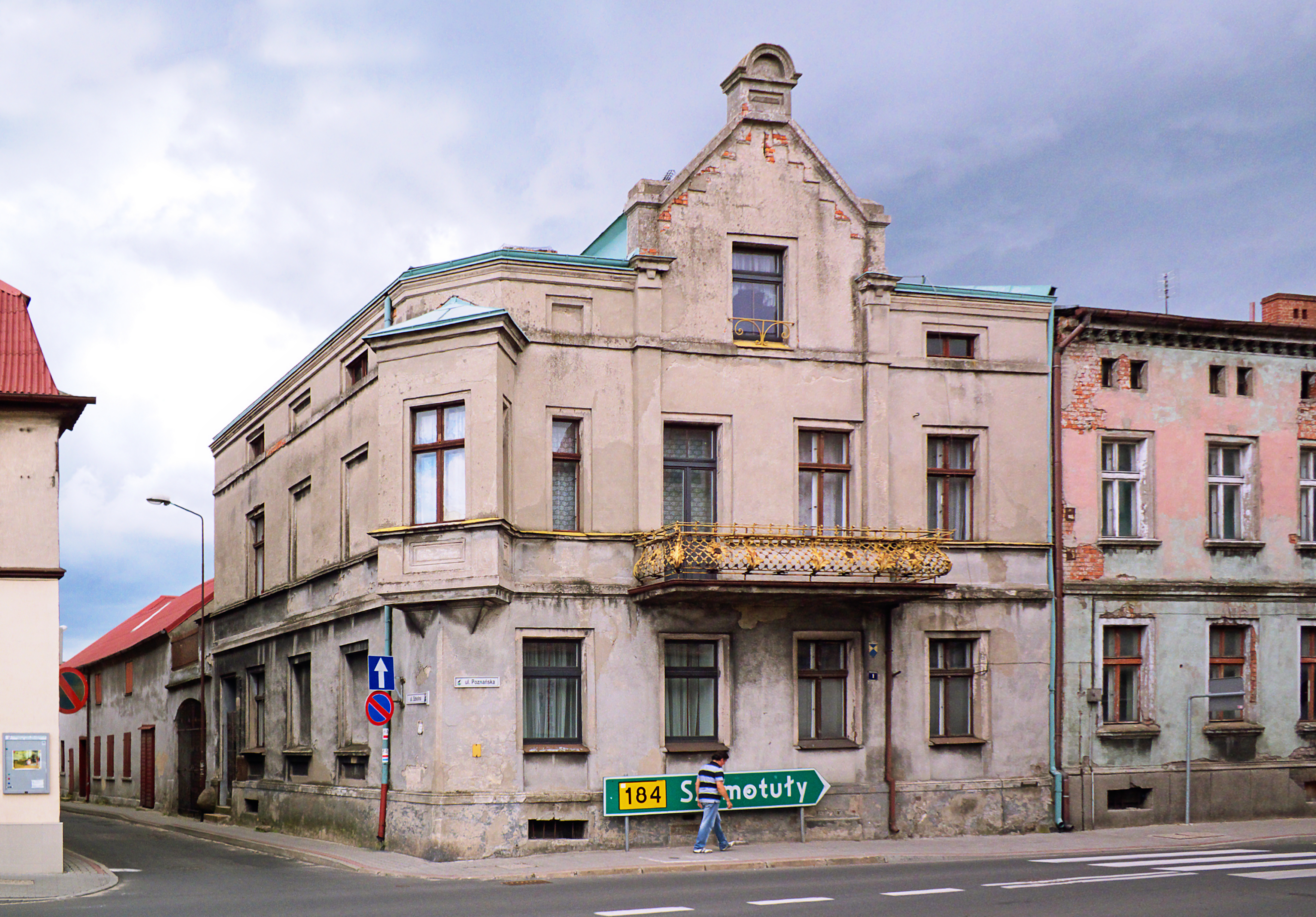
Droga we Wronkach jako ul. Poznańska

Droga wojewódzka nr 182 (DW182) – droga wojewódzka w województwie wielkopolskim. Trasa o długości ok. 95 km łączy Międzychód przez Wronki i Czarnków ze skrzyżowaniem z krajową 11 w Ujściu.
W latach 1985 – 1998 droga posiadała kategorię drogi krajowej. Pomiędzy Klempiczem a Miłkowem znajduje się odcinek testowy z nawierzchnią betonową.

## Historia numeracji
Nieznana jest numeracja w czasach Polski Ludowej – na ówczesnych mapach i atlasach samochodowych, wydawanych przez Państwowe Przedsiębiorstwo Wydawnictw Kartograficznych, arterię oznaczano jako „drogę drugorzędną”, z niektórymi odcinkami jako drogę lokalną („droga inna”). Obecny numer otrzymała w lutym 1986, na mocy uchwały Rady Ministrów z 2 grudnia 1985 roku.

## Dopuszczalny nacisk na oś
Od 13 marca 2021 roku na drodze dopuszczalny jest ruch pojazdów o nacisku pojedynczej osi napędowej do 11,5 tony z wyjątkiem określonych miejsc oznaczonych znakiem zakazu B-19.

### Do 13 marca 2021 r.
Wcześniej na całej długości drogi dozwolony był ruch pojazdów o nacisku pojedynczej osi do 8 ton.

## W kulturze
Bezpośrednio przy szosie stoi pomnik spadochroniarzy. Na odcinku pomiędzy miejscowością Piotrowo a miejscowością Klempicz, dokładnie od Piotrowa do granicy z powiatem czarnkowsko-trzcianeckim, droga była poszerzona o 1,5 m asfaltowe pobocza z każdej strony. Standardem odcinek ten przypominał drogę krajową. Była to inwestycja związana z rozpoczynającą się budową elektrowni atomowej „Warta”, do której trasa stanowiłaby główny dojazd. Obecnie jezdnia jest zwężona, zaś bezpośrednio przy drodze znajduje się – oddzielona barierą linową – droga dla rowerów.

## Miejscowości przy trasie
- Międzychód
- Zatom Stary
- Sieraków
- Ćmachowo
- Stare Miasto
- Wronki
- Piotrowo
- Sokołowo
- Lubasz
- Czarnków
- Brzeźno
- Sarbia
- Kruszewo
- Ujście